# همسایه طبقه بالا
همسایهٔ طبقه بالا (انگلیسی: The People Upstairs) یک فیلم کمدی اسپانیایی به کارگردانی سسک گای است که در سال ۲۰۲۰ منتشر شد.

## بازیگران
- بلن کوئستا
- خاویر کامارا
- آلبرتو سان خوان
- گریسلدا سیسیلیانی